# Opactwo św. Piotra w Montmajour
Opactwo św. Piotra w Montmajour (fr. Abbaye Saint-Pierre de Montmajour) – dawne opactwo benedyktyńskie, które znajduje się ok. 4 km na północny wschód od Arles, w departamencie Delta Rodanu, we Francji.
Zostało założone w 948. Pod koniec X w. stało się jednym z najbogatszych opactw w Prowansji. Od XI do XVIII w. miał miejsce jego zdecydowany rozwój, czego świadectwem było powstanie szeregu budynków religijnych i wojskowych. 
Początki opactwa związane są z osobą Teucinde, która w październiku 949 kupiła od arcybiskupa Arles Manassesa posiadłość Montmajour i podarowała ją mieszkającym tam benedyktynom. Donację tę potwierdziła w 977. Od 960 do posiadłości zaczęto dodawać inne donacje. W 963 papież Leon III podporządkował opactwo swojej bezpośredniej jurysdykcji.
Od XI w. opactwo stało się miejscem pochówku władców Prowansji. W 1018 pochowano tam Wilhelma II, w 1026 Adelajdę, a w 1063 hrabiego Godfryda. Początkowo miejscem ich spoczynku była krypta klasztorna, ale w XII w. zostali przeniesieni do krużganków.
Klasztor został opuszczony pod koniec XVIII w. oraz zniszczony podczas Rewolucji Francuskiej.